# Барицитиниб
Барицитиниб, продаваемый, среди прочего, под торговой маркой Olumiant, представляет собой лекарство для лечения ревматоидного артрита (РА) у взрослых, заболевание которых не контролировалось с помощью лекарств от РА, называемых антагонистами фактора некроза опухоли (TNF). Он действует как ингибитор янус-киназы (JAK), блокируя подтипы JAK1 и JAK2. Препарат разрешен к применению в Евросоюзе и США.

## Применение в медицине
В феврале 2017 года барицитиниб был одобрен для использования в ЕС в качестве терапии второй линии при умеренном и тяжелом активном ревматоидном артрите у взрослых, отдельно или в комбинации с метотрексатом.
В апреле 2017 года барицитиниб получил[стиль] полное ответное письмо (CRL) от Управления по санитарному надзору за качеством пищевых продуктов и медикаментов США (FDA), 2017. В письме указывалось, что FDA не смогло одобрить заявку в ее существующей форме. В частности, FDA указало, что необходимы дополнительные клинические данные для определения наиболее подходящих доз и что дополнительные данные необходимы для дальнейшей характеристики проблем безопасности во всех группах лечения.
23 апреля 2018 года Консультативный комитет FDA рекомендовал одобрить 2 мг барицитиниба для лечения ревматоидного артрита, но не рекомендовал дозу 4 мг, ссылаясь на серьезные побочные эффекты. 31 мая 2018 г. FDA одобрило бариктиниб для лечения взрослых пациентов с умеренно или сильно активным ревматоидным артритом, у которых был неадекватный ответ на один или несколько видов терапии антагонистами TNF.
В ноябре 2020 года FDA выдало разрешение на экстренное использование (EUA) комбинации барицитиниба с ремдесивиром для лечения подозреваемого или лабораторно подтвержденного COVID-19 у госпитализированных людей в возрасте двух лет и старше, нуждающихся в дополнительном кислороде, инвазивной механической вентиляции легких, или экстракорпоральной мембранной оксигенации (ЭКМО).

## Противопоказания
Во время беременности применение барицитиниба противопоказано.

## Побочные эффекты
Согласно исследованиям, инфекции верхних дыхательных путей и высокий уровень холестерина в крови (гиперхолестеринемия) наблюдались более чем у 10 % пациентов. Менее распространенные побочные эффекты включали другие инфекции, такие как опоясывающий лишай, простой герпес, инфекции мочевыводящих путей и гастроэнтерит.

## Взаимодействия
Вещество метаболизируется лишь в незначительной степени и имеет низкий потенциал взаимодействия. В исследованиях ингибиторы ферментов печени CYP3A4, CYP2C19 и CYP2C9, а также индуктор CYP3A4 рифампицин не оказали значимого влияния на концентрацию барицитиниба в кровотоке. Хотя барицитиниб блокирует ряд белков-переносчиков in vitro, клинически значимые взаимодействия через этот механизм считаются очень маловероятными, за исключением, возможно, переносчика катионов SLC22A1 (OCT1).
Не исключен аддитивный эффект с другими иммунодепрессантами.

## Фармакологические свойства

### Механизм действия
Барицитиниб представляет собой ингибитор янус-киназы (JAK), который обратимо ингибирует янус-киназу 1 с половинной максимальной ингибирующей концентрацией (IC50) 5,9 нМ и янус-киназу 2 с IC50 5,7 нМ. Тирозинкиназа 2, принадлежащая к тому же семейству ферментов, подвержена меньшему влиянию (IC50 = 53 нМ), а киназа Януса 3 гораздо меньше (IC50> 400 нМ). Через путь передачи сигнала с участием белков STAT это в конечном итоге модулирует экспрессию генов в иммунологических клетках.
Другие ингибиторы JAK включают тофацитиниб, который показан для лечения ревматоидного артрита, псориатического артрита и язвенного колита; федратиниб и руксолитиниб.

### Фармакокинетика
Вещество быстро всасывается из кишечника с абсолютной биодоступностью 79 %. Он достигает наивысшего уровня в плазме крови примерно через час; у разных людей время достижения этого уровня колеблется от 0,5 до 3 часов. Прием пищи не оказывает существенного влияния на фармакокинетику препарата. 50 % циркулирующего барицитиниба связывается с белками плазмы крови.
Менее 10 % этого вещества метаболизируется CYP3A4 до четырех различных продуктов окисления; остальное оставлено без изменений. Период полувыведения составляет в среднем 12,5 часов. Около 75 % выводится с мочой и 20 % с фекалиями.

## История
По состоянию на август 2016 г. было зарегистрировано 31 клиническое испытание барицитиниба, из которых 24 были завершены, а 4 из 6 испытаний фазы 3 завершены.
В апреле 2020 года Lilly объявила, что исследует возможность использования барицитиниба для лечения пациентов с COVID-19. Ожидается, что противовоспалительная активность препарата будет влиять на воспалительный каскад, связанный с COVID-19.
В ноябре 2020 года опубликованное исследование показало, что барцитиниб эффективен при лечении пациентов с COVID-19. Согласно статье, «механистические действия ингибитора Янус-киназы-1/2, направленные на проникновение вируса, репликацию и цитокиновый шторм, связаны с благоприятными исходами, в том числе у тяжело больных пожилых пациентов».
В клиническом исследовании госпитализированных пациентов с COVID-19 было показано, что барицитиниб в комбинации с ремдесивиром сокращает время до выздоровления в течение 29 дней после начала лечения по сравнению с пациентами, которые получали плацебо с ремдесивиром. Безопасность и эффективность этой экспериментальной терапии для лечения COVID-19 продолжают оцениваться. Барицитиниб не разрешен и не одобрен в качестве самостоятельного средства для лечения COVID-19.
Данные, подтверждающие EUA для барицитиниба в сочетании с ремдесивиром, основаны на рандомизированном двойном слепом плацебо-контролируемом клиническом исследовании (ACTT-2), которое проводилось Национальным институтом аллергии и инфекционных заболеваний (NIAID). В этом клиническом исследовании оценивалось, влияет ли барицитиниб на то, как долго пациенты, принимавшие ремдесивир, выздоравливали от COVID-19. В исследовании наблюдали за пациентами в течение 29 дней, и в него вошли 1033 пациента с умеренным или тяжелым COVID-19; 515 пациентов получали барицитиниб плюс ремдесивир и 518 пациентов получали плацебо плюс ремдесивир. Выздоровление определялось как выписка из больницы или госпитализация, но без дополнительного кислорода и постоянной медицинской помощи. Среднее время выздоровления от COVID-19 составляло семь дней для барицитиниба и ремдесивира и восемь дней для плацебо и ремдесивира. Вероятность прогрессирования состояния пациента до смерти или искусственной вентиляции легких на 29-й день была ниже в группе барицитиниба плюс ремдесивир по сравнению с группой плацебо плюс ремдесивир. Шансы на клиническое улучшение на 15-й день были выше в группе барицитиниба плюс ремдесивир по сравнению с группой плацебо плюс ремдесивир. Для всех этих конечных точек эффекты были статистически значимыми. EUA была выдана Eli Lilly and Company.
В июле 2021 года FDA пересмотрело EUA для барицитиниба, разрешив его отдельное применение для лечения COVID-19 у госпитализированных людей в возрасте двух лет и старше, которым требуется дополнительный кислород, неинвазивная или инвазивная механическая вентиляция лёгких или экстракорпоральная мембранная оксигенация (ЭКМО). Согласно пересмотренной версии EUA, барицитиниб больше не требуется вводить с ремдесивиром.
В марте 2022 года клинические испытания (NCT03570749 и NCT03899259) показали возобновление роста волос у некоторых людей, страдающих очаговой алопецией.
В июне 2022 года FDA разрешило барицитиниб для лечения тяжелой очаговой алопеции.

## Общество и культура

### Правовой статус
В январе 2016 года Eli Lilly подала новую заявку на лекарство в Управление по контролю за продуктами и лекарствами США (FDA) для утверждения барицитиниба для лечения ревматоидного артрита средней и тяжелой степени.
В декабре 2016 года Комитет по лекарственным средствам для человека (CHMP) Европейского агентства по лекарственным средствам (EMA) рекомендовал одобрить барицитиниб в качестве средства лечения ревматоидного артрита. Разрешение Европейского Союза было получено в феврале 2017 года.
Несмотря на широко распространенные ожидания, что FDA одобрит барицитиниб при ревматоидном артрите, в апреле 2017 года FDA выпустило отказ, сославшись на опасения по поводу дозировки и безопасности.
В мае 2018 года барицитиниб был одобрен в США для лечения ревматоидного артрита.
В марте 2020 года FDA США присвоило барицитинибу статус прорывной терапии для лечения очаговой алопеции (очагового облысения).